# Mastigamoebida
Ordre
Les Mastigamoebida sont un ordre d'amibes de la classe des Archamoebea (embranchement des Amoebozoa).

## Liste des familles
Selon IRMNG (10 février 2025) :
- Endolimacidae Cavalier-Smith in Cavalier-Smith et al., 2004
- Mastigamoebidae Goldschmidt, 1907

## Systématique
Le nom valide complet (avec auteur) de ce taxon est Mastigamoebida Frenzel (d), 1897.